# 無限神刀流
無限神刀流居合術（むげんしんとうりゅういあいじゅつ）は、日本武術の居合の流派。昭和30年代に大東流合気柔術の教授代理（総主）、山本角義（留吉）によって創始された。
大東流合気柔術の中興の祖として武術界に名を残す武田惣角の最晩年の弟子である山本角義（斎号・一刀斎）が、師の武田惣角直伝の柔術、剣術、居合術などの諸術に工夫を加え、約１０年の歳月をかけて興したのが無限神刀流居合術である。
その特徴は一般的な居合と違い、基本四法、座り技、半立座、立技、奥居合の五段階の技法によって構成されており、他に真剣術（組太刀）と杖捕り（短槍術、棒術）等の組形を伝承している。座技（正座）、半座、立技の区分は大東流の技術区分に準じて構成されているのがこの流儀の特徴の一つである。またその座技は居合の主流を占める林崎系の居合と異なり、胡坐からの技法はなく正座からの技法のみを伝えている。
遠祖
　武田惣角
流祖
　山本角義
第二代
　長尾全祐、須藤丈、橋本史郎、岩隈勉、鵜沢勝彦
第三代
　種村恒久匠刀、種村恒太郎、岡安嘉一、石川智広、平岡祥淑、石山浩二、磯部力夫、鈴木貴之　